# Centrolobium
Centrolobium  es un género  de plantas leguminosas (familia Fabaceae). Comprende 10 especies descritas y de estas, solo 7 aceptadas.

## Descripción
Sus spp. son árboles de media a gran talla; generalmente de más de 25 m de altura y diámetros de 7 a 13 dm; comúnmente alturas de  9 m y 4 dm de diámetro.

## Taxonomía
El género fue descrito por Mart. ex Benth. y publicado en Commentationes de Leguminosarum Generibus 31. 1837.

## Especies aceptadas
A continuación se brinda un listado de las especies del género Centrolobium aceptadas hasta abril de 2013, ordenadas alfabéticamente. Para cada una se indica el nombre binomial seguido del autor, abreviado según las convenciones y usos:
- Centrolobium microchaeta tarara amarilla (Mart. ex Benth.) H.C.de Lima
- Centrolobium ochroxylum Rudd
- Centrolobium paraense Cartán Tul.
- Centrolobium robustum (Vell.) Mart. ex Benth.
- Centrolobium sclerophyllum H.C.Lima
- Centrolobium tomentosum Benth.
- Centrolobium yavizanum  amarillo de Guayaquil Pittier